# Джон Скотт Расселл
Джон Скотт Расселл (англ. John Scott Russell; 9 травня 1808, Паркхед поблизу Глазго — 8 червня 1882, м. Вентнор) — британський інженер-кораблебудувальник, вчений і бізнесмен.
Відомий відкриттям в 1834 році солітона, а також участю в будівництві корабля SS Great Eastern.
До 1834 р. Расселл винайшов паровий трамвай; саме в тому році була заснована Шотландська компанія парових екіпажів, що ставила за мету встановити регулярне сполучення між Глазго і Единбургом. ЇЇ діяльність тривала недовго.